# Texas Roadhouse
Texas Roadhouse (NASDAQ: TXRH

) er en amerikansk steakhouse-restaurantkæde med 627 restauranter i USA og 10 lande. De har hovedkvarter i Louisville, Kentucky. Texas Roadhouse omsætter for ca. 3 mia. $, og de har 64.900 ansatte.
Virksomheden blev etableret 17. februar 1993 i Green Tree Mall i Clarksville, Indiana.